# NGC 6469
NGC 6469 је расејано звездано јато у сазвежђу Стрелац које се налази на NGC листи објеката дубоког неба.
Деклинација објекта је - 22° 18' 43" а ректасцензија 17h 52m 56,5s. Привидна величина (магнитуда) објекта NGC 6469 износи 8,2. NGC 6469 је још познат и под ознакама OCL 21, ESO 589-SC18.